# 강철선
강철선(姜喆善, 1934년 7월 11일 ~ 2021년 5월 26일)은 대한민국의 법조인, 정치인이다. 제14대 국회의원을 지냈다.

## 학력
- 군산중학교 졸업
- 군산고등학교 중퇴
- 군산사범학교 졸업
- 전북대학교 법학과 학사
- 서울대학교 사법대학원 법학석사

## 경력
- 고시사법과(13회)합격
- 서울대사법대학원수료
- 국민학교교사
- 인천도시관광(주)근무
- 서울지방검찰청검사
- 마산지방검찰청부장검사
- 변호사개업
- 대한변협이사
- 대한변협 인권위원
- 전북대학교재경동창회장
- 평민당당무지도위원
- 신민당총재인권담당특별좌역
- 민주당전북옥구지구당위원장
- 법무법인정일 변호사

## 가족 관계
- 배우자: 허명자
  - 자녀: 강희정, 강지영, 강희경

## 역대 선거 결과
|  | 50.31% |

|  | 44.50% |